# Piña de Esgueva
Piña de Esgueva település Spanyolországban, Valladolid tartományban. Piña de Esgueva Castrillo-Tejeriego, Villavaquerín, Villanueva de los Infantes, San Martín de Valvení, Cubillas de Cerrato, Población de Cerrato és Esguevillas de Esgueva községekkel határos. Lakosainak száma 310 fő (2024).

## Népesség
A település népessége az utóbbi években az alábbiak szerint változott:
| Lakosok száma | 391  | 359  | 345  | 352  | 351  | 326  | 341  | 324  | 318  | 310  |
|               | 2001 | 2004 | 2007 | 2009 | 2012 | 2014 | 2017 | 2019 | 2022 | 2024 |